# Naturschutzgebiet Steeger Berg
Das Naturschutzgebiet Steeger Berg ist ein Naturschutzgebiet im Ortsteil Dürscheid der Gemeinde Kürten im Rheinisch-Bergischen Kreis. Es liegt zwischen Meiswinkel, Miebach, Steeg und Dürscheid (im Uhrzeigersinn).

## Beschreibung
Das Naturschutzgebiet breitet sich im Süden auf nach Osten und Westen geneigten Hangschultern eines nach Norden ansteigenden Rückens aus. Im Norden liegt es auf einem nach Westen geneigten Hangrücken. Die beiden Abschnitte sind morphologisch getrennt durch ein Trockental. An der Südspitze befindet sich ein ehemaliger Kalksteinbruch.

## Vegetation und Schutz
Der Schutz erfolgte zur Erhaltung und Entwicklung eines bedeutsamen Vorkommens und Ausprägung eines Kalkbuchenwaldes sowie Fichtenbestände auf Karstuntergrund, einer alten Obstwiese im Süden sowie von wärmeliebenden Waldsaumgesellschaften und Gebüschen. Im Einzelnen wurden folgende Schutzzwecke festgesetzt: 
- Erhaltung und Entwicklung des artenreichen Buchenmischwaldbestandes als Lebensraum zahlreicher gefährdeter Pflanzenarten, insbesondere von Geophyten und angepassten Pflanzenarten auf kalkhaltigen Böden,
- Erhaltung und Entwicklung eines Kalkbuchenwaldes als typischen Landschaftsausschnitt (Bergkuppen, Hangwälder und Dolinen) im Bereich des Landschaftsraumes Paffrather Kalkmulde,
- Erhaltung und Entwicklung selten gewordener und für den Landschaftsraum der Paffrather Kalkmulde typischen Waldgesellschaften, insbesondere der Perlgras-, Waldmeister-Kalkbuchenwälder.[1]

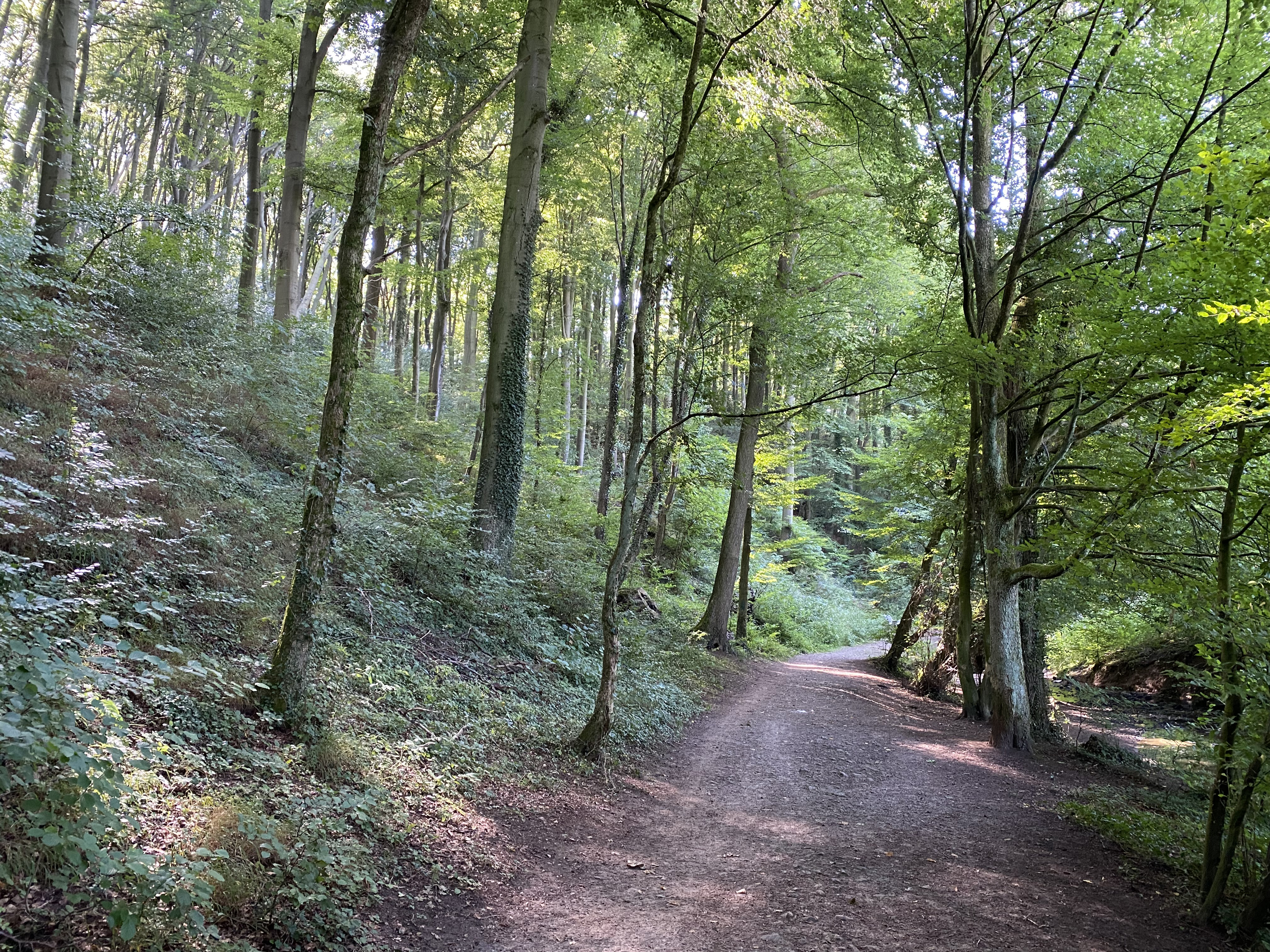
Wanderweg auf der Westseite des NSG
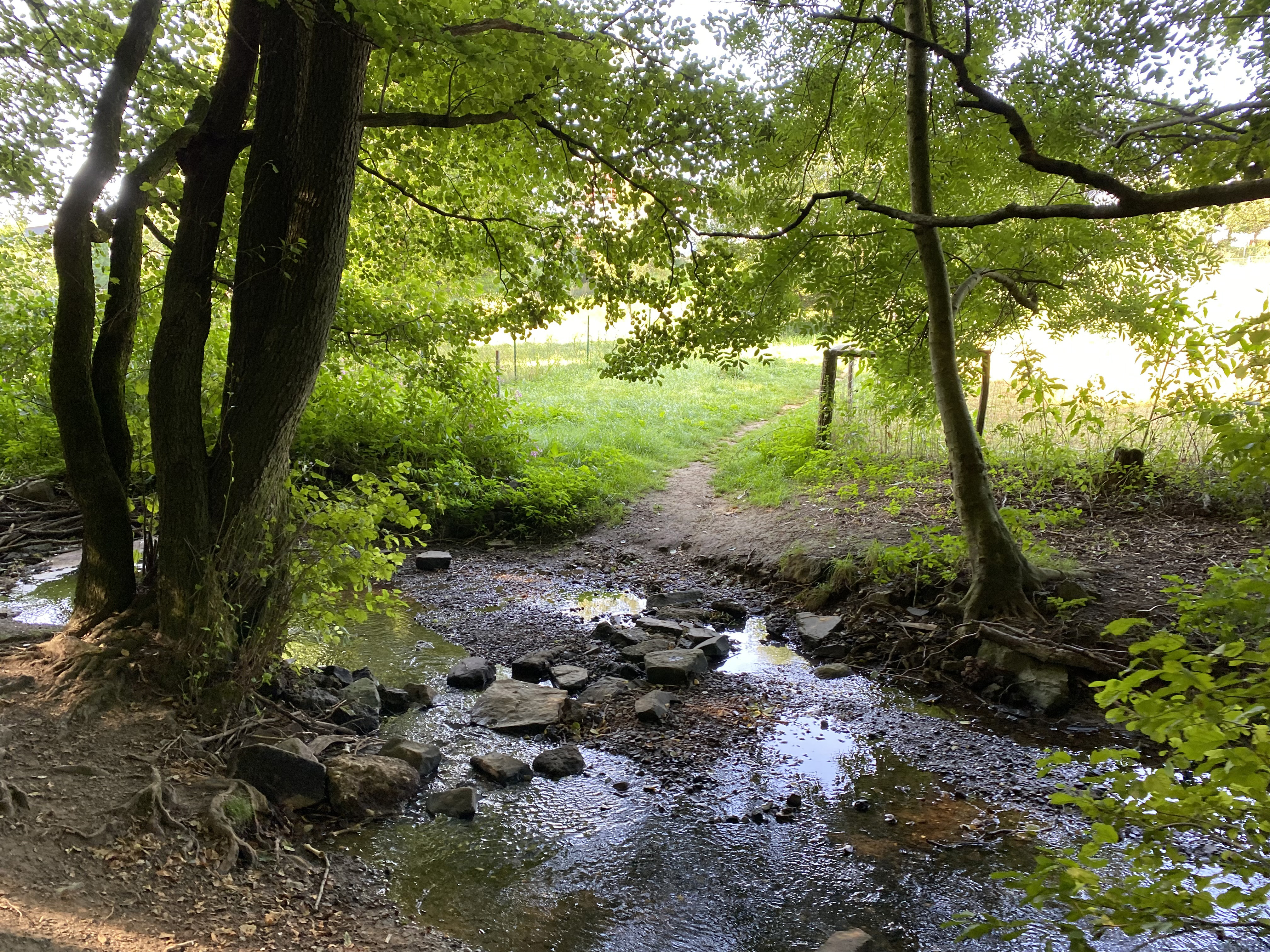
Der Weyerbach fließt entlang der Westseite des NSG
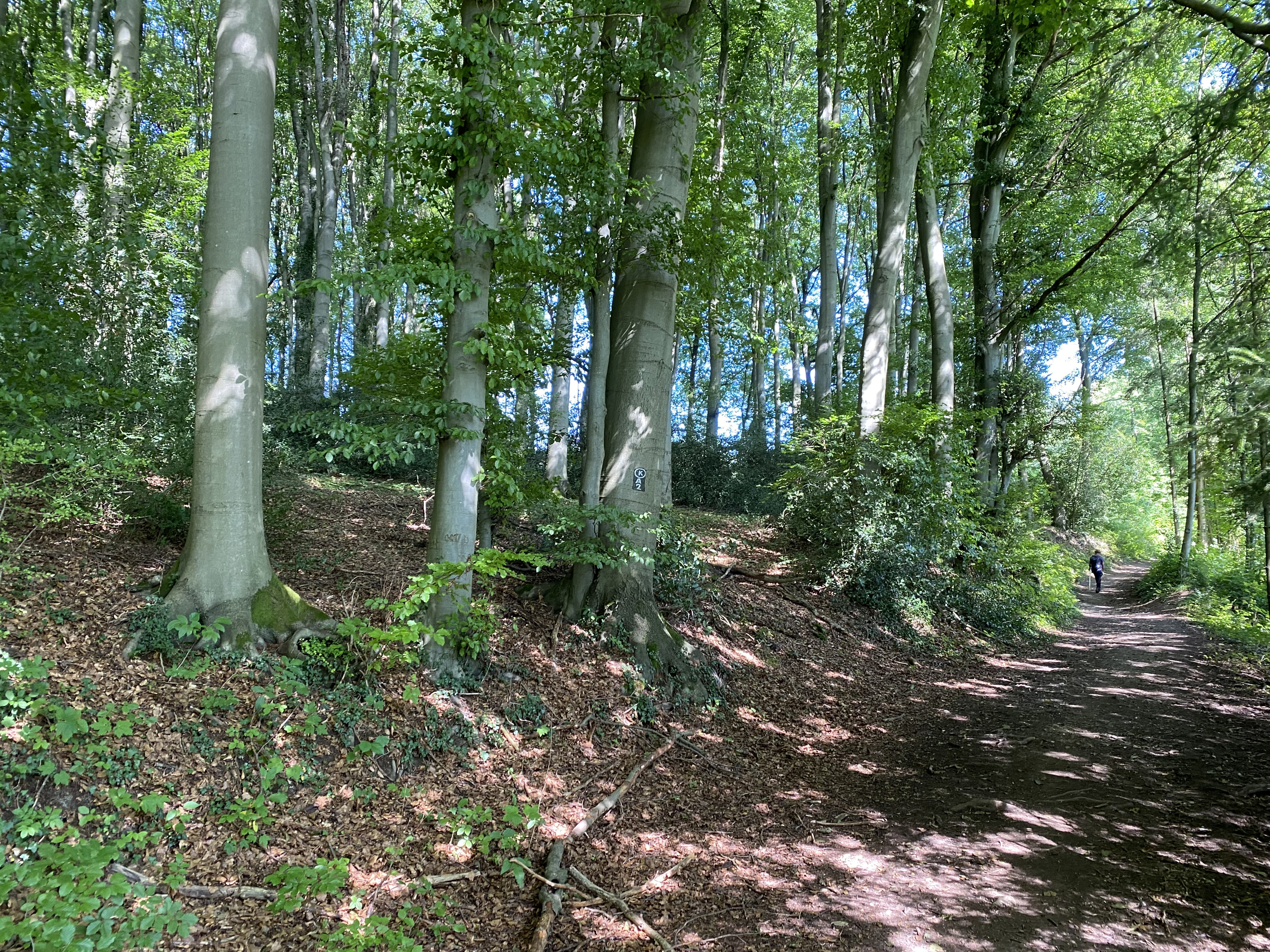
Wanderweg auf der östl. Seite des NSG
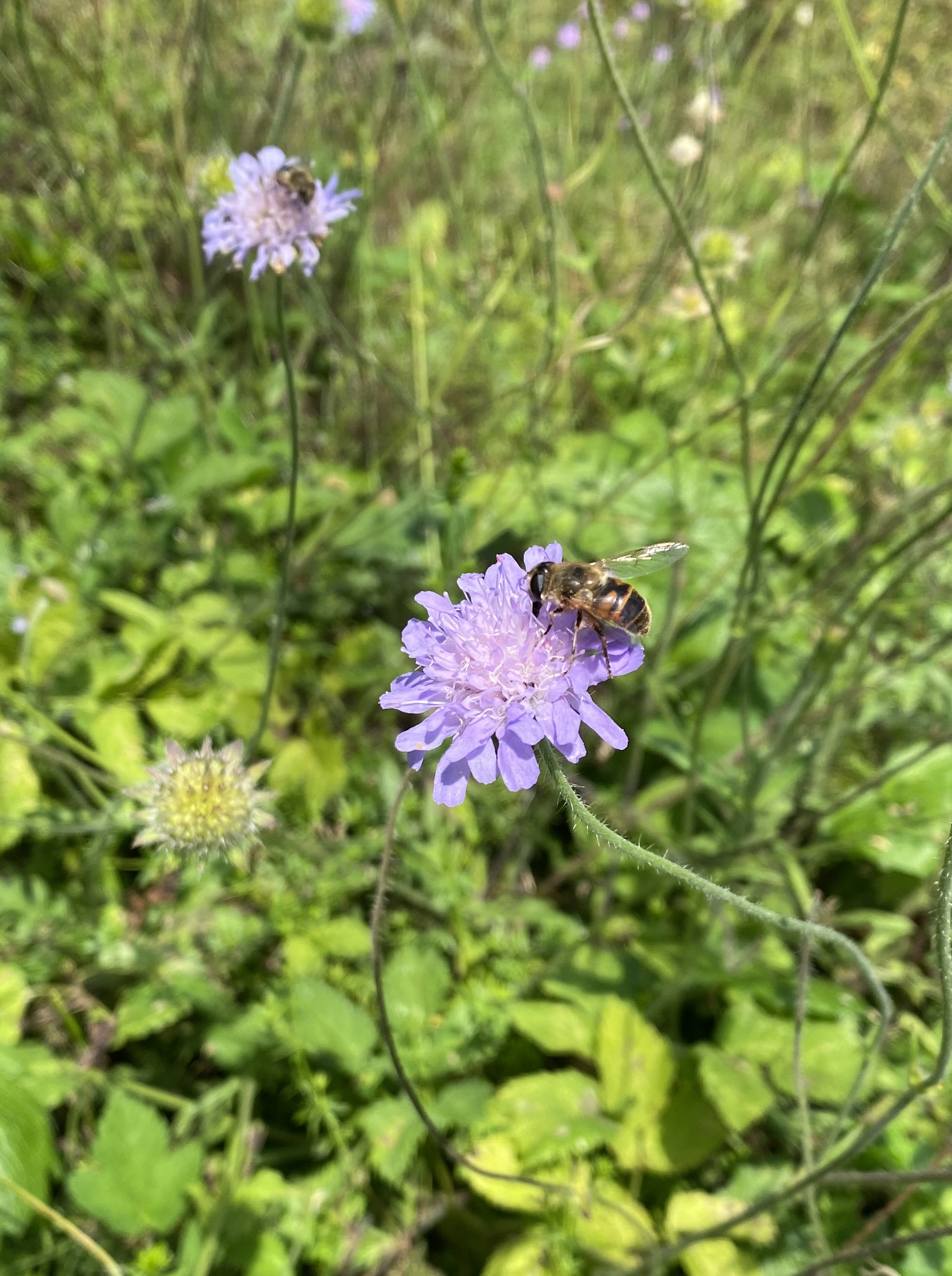
Wiesen-Witwenblumen im NSG
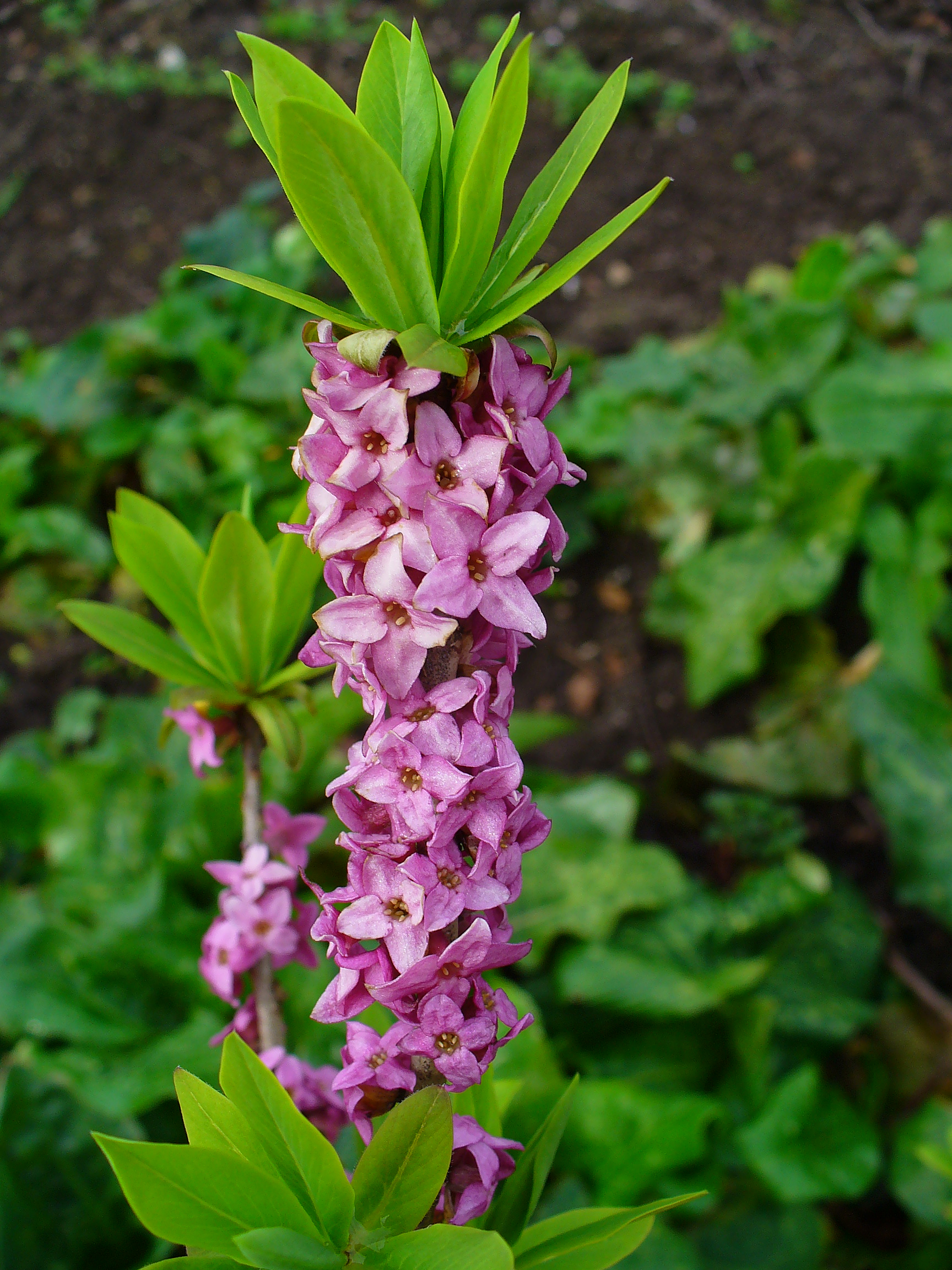
Seidelbast (Daphne mezereum) ist im Kalk-Buchenwald heimisch
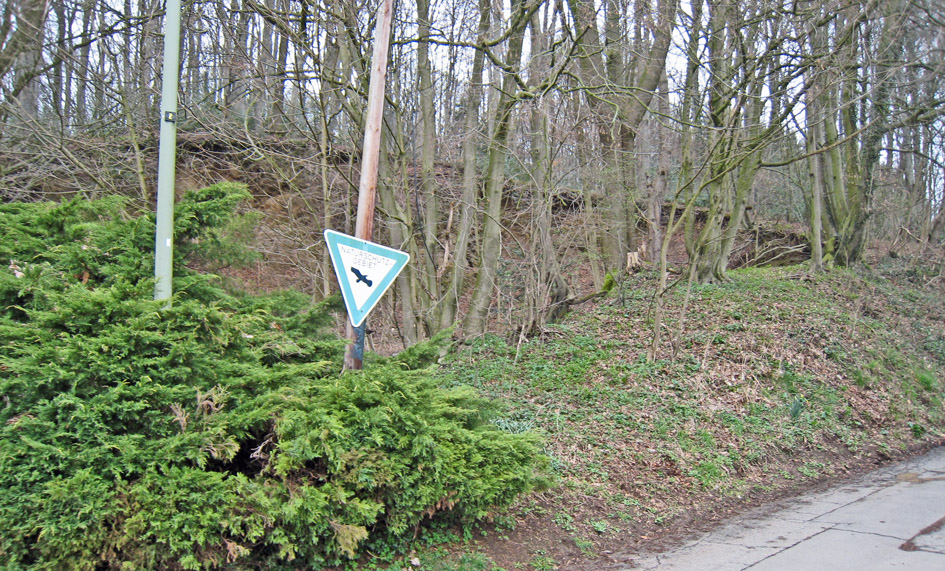
Ehemaliger Steinbruch in Steeg
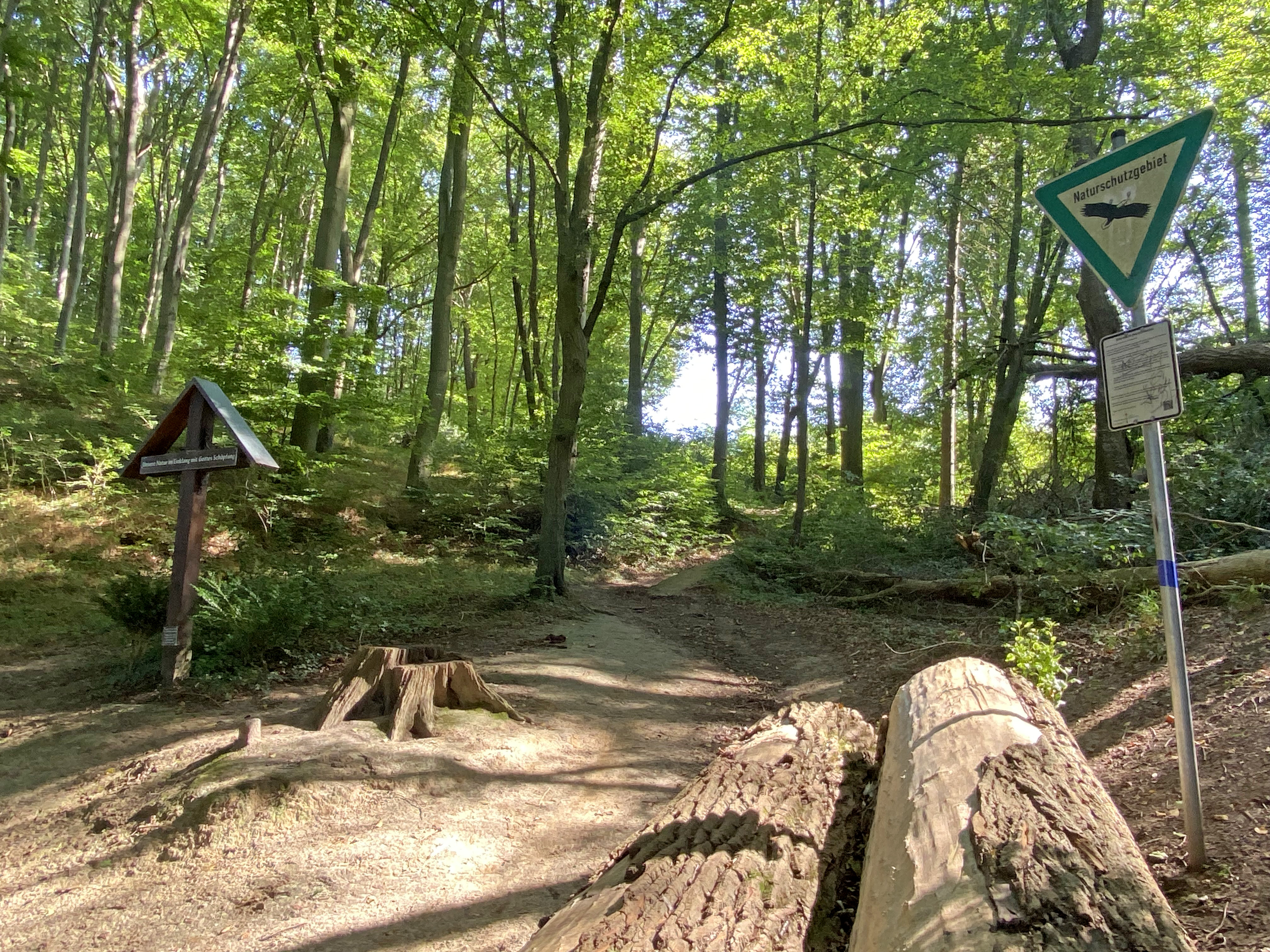
Das Trockental endet auf der Westseite des NSG am Weyerbach
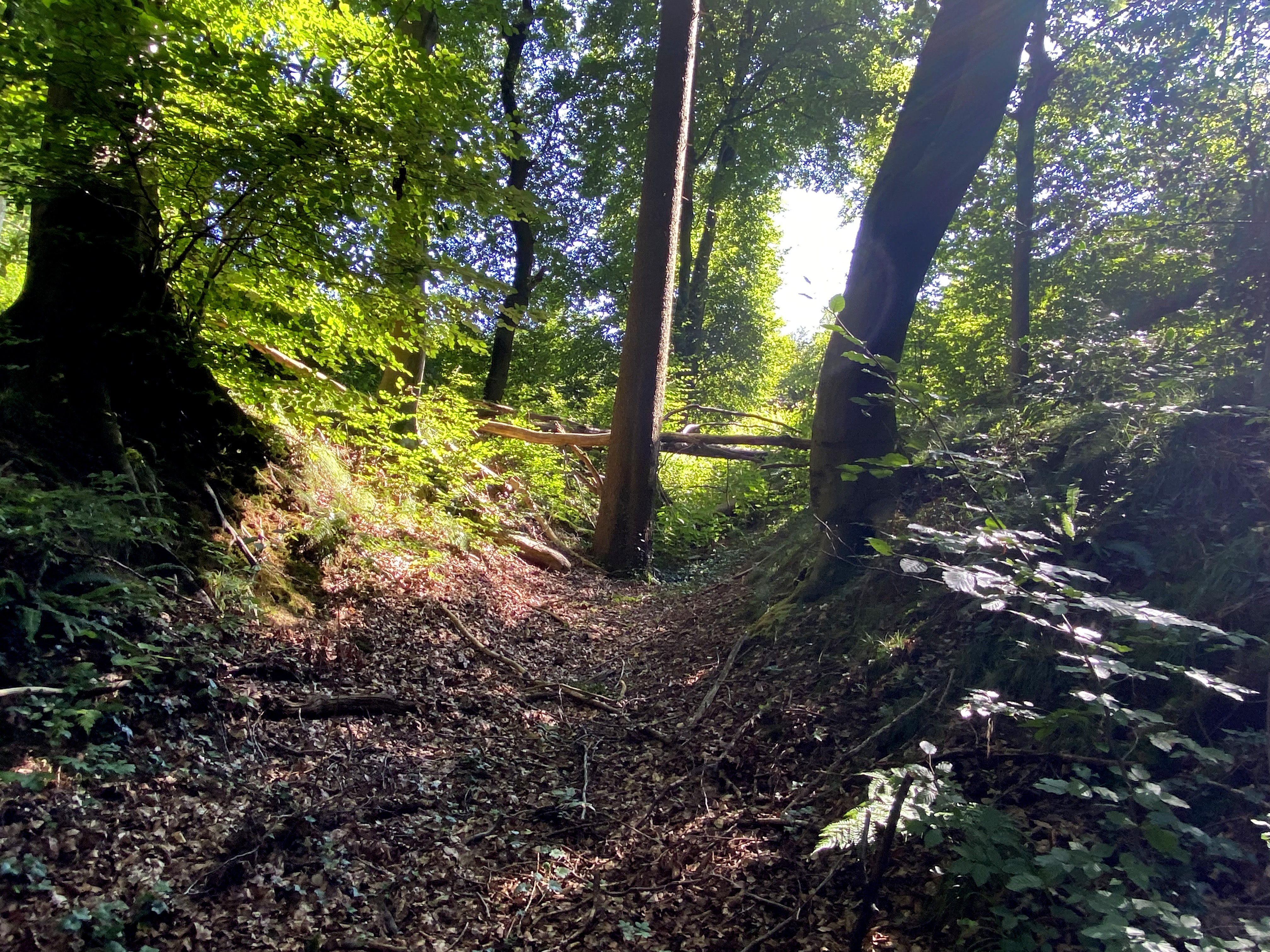
Relief im Trockental